# Llista de Creus de Sant Jordi/2010/Entitats

#### Entitats
Informació actualitzada per un bot. Els canvis manuals es perdran quan s'actualitzi!
| Entitat                                            | Wikidata  | Descripció                                 | Imatge |
| -------------------------------------------------- | --------- | ------------------------------------------ | ------ |
| Orde de la Mercè                                   | Q770186   | orde religiós mendicant                    |        |
| Casino Unió Comercial                              | Q11912947 |                                            |        |
| Esbart Català de Dansaires                         | Q11919681 | esbart dansaire                            |        |
| Memorial dels Treballadors de Seat                 | Q11936444 |                                            |        |
| Societat Coral La Badalonense                      | Q11950006 |                                            |        |
| Unió Catalana d'Hospitals                          | Q11953998 | Associació d'Entitats Sanitàries i Socials |        |
| Associació de mestres Rosa Sensat                  | Q15952985 | Associació professional                    |        |
| Casa Catalana de Saragossa                         | Q16187694 |                                            |        |
| Col·legi de Notaris de Catalunya                   | Q18005146 |                                            |        |
| Federació de Grups Amateurs de Teatre de Catalunya | Q19714464 |                                            |        |